# Giry (Nièvre)
Giry est une commune française située dans le département de la Nièvre, en région Bourgogne-Franche-Comté.

## Géographie
Giry est une commune située dans le département de la Nièvre, dans l’arrondissement de Cosne. La superficie de la commune est de 2 378 hectares. Son altitude varie entre 258 et 351 mètres. Elle compte 195 habitants en 2017, appelés les Gyricois et les Gyricoises.
Le village est implanté dans le quart nord-ouest de la Nièvre, à environ 40 km de Nevers (par la route). Il est situé à 7 km de Prémery et à 52 km au sud-est de Cosne-Cours-sur-Loire, son chef-lieu d'arrondissement. Il est traversé par la D977.
Le sous-sol est essentiellement composé de roches calcaires, marnes et gypses.

### Villages, hameaux, lieux-dits, écarts
Bois de Giry (les), Boucard (le), Caffards (les), Charnets (les), Gipy, Gounots (les), Grand-Domaine (le), Grande-Mare (la), Grange-Mouton (la), Guinganderie (la), Montigny, Passage à niveau de Gipy, Passage à niveau de Montigny, Passage à niveau du Boucard, Plaine, Poularderie (la), Sillons (les) et Vendée (la).

### Climat
Pour des articles plus généraux, voir Climat de la Bourgogne-Franche-Comté et Climat de la Nièvre.
En 2010, le climat de la commune est de type climat océanique dégradé des plaines du Centre et du Nord, selon une étude du Centre national de la recherche scientifique s'appuyant sur une série de données couvrant la période 1971-2000. En 2020, Météo-France publie une typologie des climats de la France métropolitaine dans laquelle la commune est exposée à un climat océanique altéré et est dans la région climatique  Centre et contreforts nord du Massif Central, caractérisée par un air sec en été et un bon ensoleillement. 
Pour la période 1971-2000, la température annuelle moyenne est de 10,8 °C, avec une amplitude thermique annuelle de 15,8 °C. Le cumul annuel moyen de précipitations est de 940 mm, avec 12,9 jours de précipitations en janvier et 8,4 jours en juillet. Pour la période 1991-2020, la température moyenne annuelle observée sur la station météorologique de Météo-France la plus proche, « Premery », sur la commune de Prémery à 5 km à vol d'oiseau, est de 11,1 °C et le cumul annuel moyen de précipitations est de 911,1 mm. 
La température maximale relevée sur cette station est de 40,5 °C, atteinte le 11 août 2003 ; la température minimale est de −15,1 °C, atteinte le 26 janvier 2007,,. 
Les paramètres climatiques de la commune ont été estimés pour le milieu du siècle (2041-2070) selon différents scénarios d'émission de gaz à effet de serre à partir des nouvelles projections climatiques de référence DRIAS-2020. Ils sont consultables sur un site dédié publié par Météo-France en novembre 2022.

## Urbanisme

### Typologie
Au 1er janvier 2024, Giry est catégorisée commune rurale à habitat très dispersé, selon la nouvelle grille communale de densité à sept niveaux définie par l'Insee en 2022.
Elle est située hors unité urbaine. Par ailleurs la commune fait partie de l'aire d'attraction de Nevers, dont elle est une commune de la couronne,. Cette aire, qui regroupe 93 communes, est catégorisée dans les aires de 50 000 à moins de 200 000 habitants,.

### Occupation des sols
L'occupation des sols de la commune, telle qu'elle ressort de la base de données européenne d’occupation biophysique des sols Corine Land Cover (CLC), est marquée par l'importance des forêts et milieux semi-naturels (58,4 % en 2018), une proportion identique à celle de 1990 (58,4 %). La répartition détaillée en 2018 est la suivante : forêts (58,3 %), terres arables (22,6 %), prairies (18,9 %), milieux à végétation arbustive et/ou herbacée (0,1 %). L'évolution de l’occupation des sols de la commune et de ses infrastructures peut être observée sur les différentes représentations cartographiques du territoire : la carte de Cassini (XVIIIe siècle), la carte d'état-major (1820-1866) et les cartes ou photos aériennes de l'IGN pour la période actuelle (1950 à aujourd'hui).

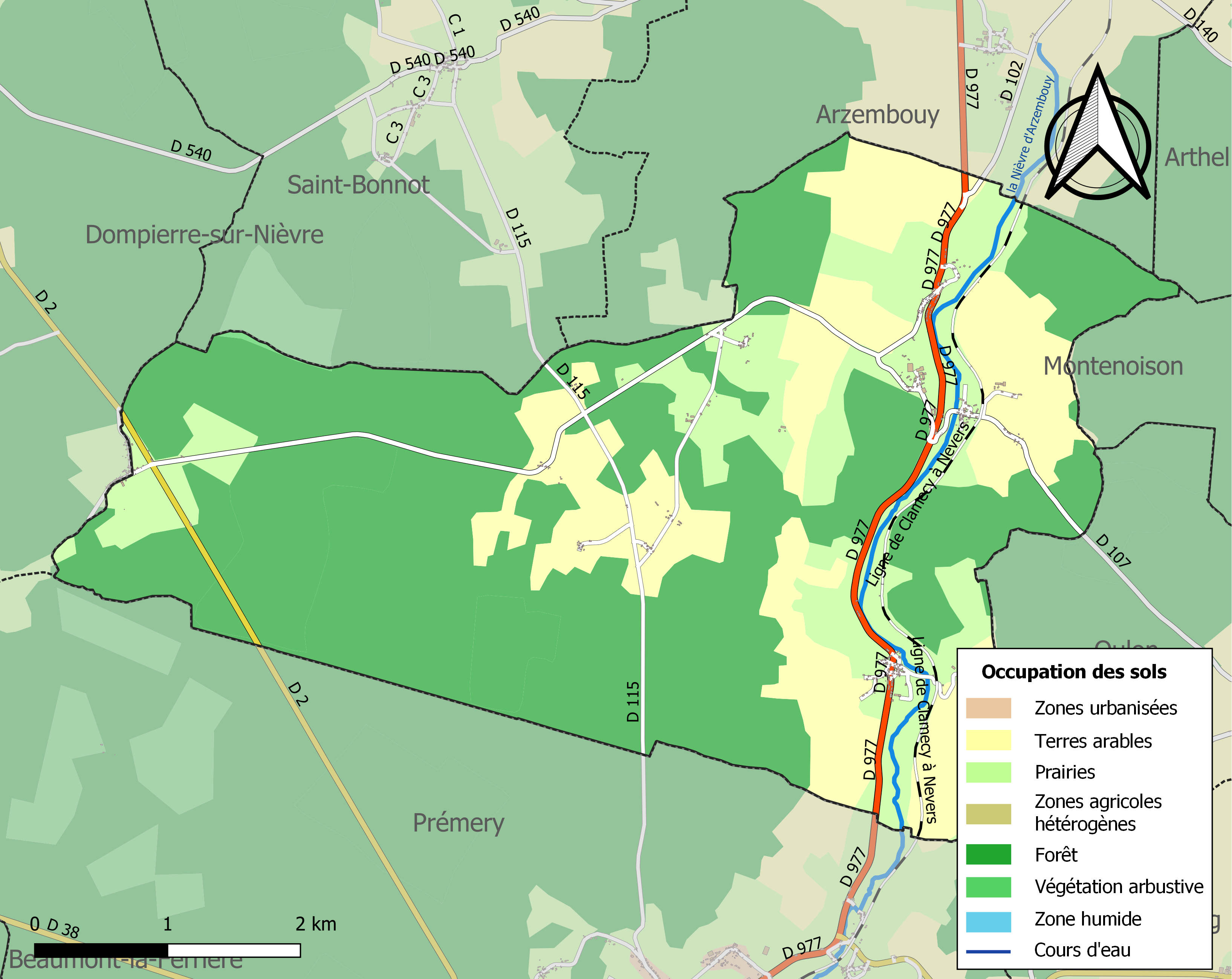
Carte des infrastructures et de l'occupation des sols de la commune en 2018 (CLC).

## Toponymie
Le nom de Giry proviendrait du nom d’homme gaulois Gerus ou germanique Gero et du suffixe -iacum
On relève les occurrences suivantes du nom de la commune : Giriacum (1287), Giri (début du XIVe siècle) et Gery (1369).

## Histoire
La première mention connue du nom de la commune remonte à 1176.
En 1765, les 24 et 25 juin, une attaque de loup est signalée dans les villages de Giry et de Saint-Bonnot. Plusieurs bœufs, vaches, juments et chiens meurent de la rage. Cinq habitants sont également mordus par l’animal. Un médecin est envoyé sur place plus de deux mois après les faits. Dans l’intervalle, quatre blessés sont morts, respectivement 30, 42, 53 et 57 jours après l’attaque. À l’arrivée de l’homme de l’art, il ne reste donc qu’un survivant, auquel le médecin prescrit de « fréquentes frictions mercurielles ».
En 1789, publication d’un cahier de doléances de la paroisse.
Le 6 mars 1794 , le citoyen F. Larippe, ancien prêtre et curé démissionnaire de Giry, prononce dans l’enceinte de l’église, devenue temple de la Raison, un vibrant discours à la gloire de la République.
En 1841, sept ou huit enfants sont occupés à garder des bestiaux dans le bois de Giry lorsqu’un énorme loup emporte une petite fille de neuf ans dont on ne retrouvera pas la trace.
En 1898, le conseil municipal est dissous par décret.
En 1902, la commune est touchée par une épidémie de croup. L'école communale ferme ses portes durant deux semaines dans le but d'enrayer la propagation de la maladie.
En 1906, le nombre d'habitants de Giry, qui compte 221 maisons, s'élève à 705 individus. La commune compte un instituteur et deux institutrices publics, un curé, un garde champêtre, un garde forestier et deux cantonniers. Il n’y a que dix commerçants : 6 épiciers ou épicières, 2 boulangers, 1 aubergiste et 1 cafetière. Les artisans sont plus nombreux : 8 couturières, 8 maçons, 3 maréchaux-ferrants, 3 menuisiers, 2 charrons, 1 charpentier, 1 sabotier, 1 scieur de long, 1 tailleur de pierre, 1 tisserand et 1 chaudronnier en cuivre. La catégorie socioprofessionnelle la plus représentée est celle des cultivateurs (56 individus, dont 45 sont propriétaires), suivie par les charbonniers (44, dont 32 sont « en chômage » et 10 « absents »), les domestiques (42, dont 31 domestiques de ferme), les bûcherons (30), les journaliers et ouvriers agricoles (15), les fermiers (10) et les propriétaires-exploitants (4). On recense également dans la commune 11 ouvriers d’usine (10 sont employés par l’entreprise Lambiotte à Prémery), 1 commis d’usine, 1 négociant en grains, 1 garde particulier et 1 berger. La compagnie des chemins de fer (PLM) emploie 1 garde-barrière, 1 brigadier-poseur et 3 employés. Au total, on relève à Giry 36 professions différentes. Il y a 47 chômeurs, dont 32 charbonniers et 7 bûcherons. On n’y trouve, selon le recensement de 1906, ni médecin ni notaire ni sage-femme. Il n’y a aucun étranger dans la commune. Comme c’est souvent le cas dans la Nièvre, plusieurs familles du village accueillent un « enfant assisté » : ils sont 73 à Giry en 1906, soit 10 % de la population.

### Curés
- Nicolas Dubois (1686), Jacques Faulquier (1696)[24], F. Larippe (1789), Alexandre Boitiat (1906)[22]...

### Instituteur
- Pierre Jouvet (1906)[22].

### Seigneurs
- Hugues de Lurcy (XIe siècle) ; Hugues de Til (XIIe siècle) ; Jean de Thianges (XIVe siècle) ; Jacques de La Rivière (XVe siècle) ; Antoine de Veilhan, chevalier, seigneur et baron de Giry (1651) ; Ludovic de Veilhan, chevalier, baron de Giry, demeurant en son château fort de Giry (1672) ; Hubert de Choiseuil, chevalier, marquis de Choiseuil, seigneur d’Arzembouy, Champlemy, Couloutre, Giry et autres lieux (1722)...

## Politique et administration
| Période                                  | Période       | Identité                                        | Étiquette | Qualité                |
| ---------------------------------------- | ------------- | ----------------------------------------------- | --------- | ---------------------- |
| 1792                                     | 1800          | VAILLEUX                                        |           |                        |
| 1800                                     | 1803          | Pierre THIBAUDAT                                |           |                        |
| 1803                                     | 1808          | Jacques GOURY                                   |           |                        |
| 1808                                     | 1813          | Arnaud BEDET                                    |           |                        |
| 1813                                     | 1815          | Claude BACHEMANT                                |           |                        |
| 1815                                     | 1828          | Arnaud BEDET                                    |           |                        |
| 1828                                     | 1833          | Antoine GOUX                                    |           |                        |
| 1833                                     | 1837          | Edme BORNET                                     |           |                        |
| 1837                                     | 1840          | Jacques FÈVRE                                   |           |                        |
| 1840                                     | 1844          | Antoine GOUX                                    |           |                        |
| 1844                                     | 1846          | Jean BERNARD                                    |           |                        |
| 1846                                     | 1848          | Jean THOMAS                                     |           |                        |
| 1848                                     | 1870          | Jacques FÈVRE                                   |           |                        |
| 1870                                     | 1885          | Jules FÈVRE                                     |           |                        |
| 1885                                     | 1888          | Edme BORNET                                     |           |                        |
| 1888                                     | 1898          | Jules FÈVRE                                     |           |                        |
| 1898                                     | 1900          | Denis DEVAUGES                                  |           |                        |
| 1900                                     | 1908          | Louis LHOSPIED                                  |           |                        |
| 1908                                     | 1919          | Joseph CHARTON                                  |           |                        |
| 1919                                     | 1947          | Louis GOUNOT                                    |           |                        |
| 1947                                     | 1959          | Émile LANGRENÉ                                  |           |                        |
| 1959                                     | 1961          | François FORÊT                                  |           |                        |
| 1961                                     | 1965          | Louise RABDEAU                                  |           |                        |
| 1965                                     | 1977          | Édouard MACQUIGNON                              |           |                        |
| 1977                                     | 1995          | Louis MERCIER                                   |           |                        |
| 1995                                     | 2001          | Jean GOUX                                       |           |                        |
| Mars 2001                                | décembre 2021 | Élisabeth GAUJOUR-HERAULT (décédée en fonction) | PS        | Attachée parlementaire |
| Mars 2022                                | en cours      | Jean-François PERRIER                           |           |                        |
| Les données manquantes sont à compléter. |               |                                                 |           |                        |

## Démographie
L'évolution du nombre d'habitants est connue à travers les recensements de la population effectués dans la commune depuis 1793. Pour les communes de moins de 10 000 habitants, une enquête de recensement portant sur toute la population est réalisée tous les cinq ans, les populations de référence des années intermédiaires étant quant à elles estimées par interpolation ou extrapolation. Pour la commune, le premier recensement exhaustif entrant dans le cadre du nouveau dispositif a été réalisé en 2006.

En 2022, la commune comptait 188 habitants, en évolution de −5,53 % par rapport à 2016 (Nièvre : −3,28 %, France hors Mayotte : +2,11 %).
| 1793 | 1800 | 1806 | 1821 | 1831 | 1836 | 1841 | 1846 | 1851 |
| ---- | ---- | ---- | ---- | ---- | ---- | ---- | ---- | ---- |
| 651  | 566  | 666  | 742  | 714  | 690  | 761  | 841  | 876  |

| 1856 | 1861 | 1866 | 1872 | 1876 | 1881 | 1886 | 1891 | 1896 |
| ---- | ---- | ---- | ---- | ---- | ---- | ---- | ---- | ---- |
| 900  | 917  | 921  | 929  | 909  | 869  | 816  | 847  | 820  |

| 1901 | 1906 | 1911 | 1921 | 1926 | 1931 | 1936 | 1946 | 1954 |
| ---- | ---- | ---- | ---- | ---- | ---- | ---- | ---- | ---- |
| 717  | 714  | 687  | 523  | 544  | 507  | 445  | 408  | 395  |

| 1962 | 1968 | 1975 | 1982 | 1990 | 1999 | 2006 | 2011 | 2016 |
| ---- | ---- | ---- | ---- | ---- | ---- | ---- | ---- | ---- |
| 379  | 327  | 279  | 225  | 197  | 196  | 215  | 218  | 199  |

| 2021 | 2022 | - | - | - | - | - | - | - |
| ---- | ---- | - | - | - | - | - | - | - |
| 188  | 188  | - | - | - | - | - | - | - |

## Culture locale et patrimoine

### Lieux et monuments
Civils
- Château de Giry, dominant la départementale D 977. Ancienne forteresse du XIVe siècle, le corps de logis est du XVIe siècle. Au XVIIe siècle, il appartint à la famille de Choiseul-Praslin. Il est inscrit Monument Historique depuis mars 1950[29].

Religieux

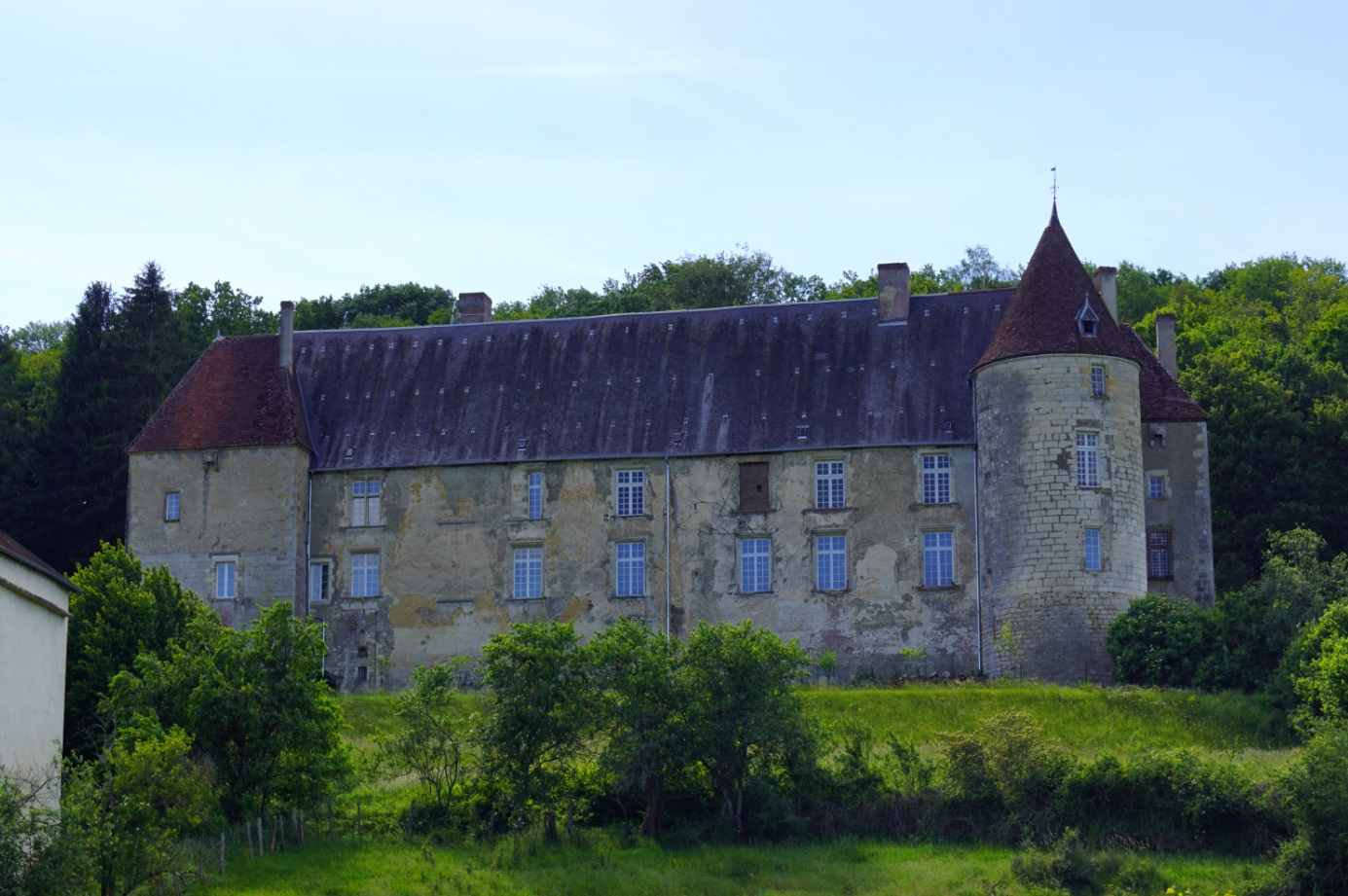
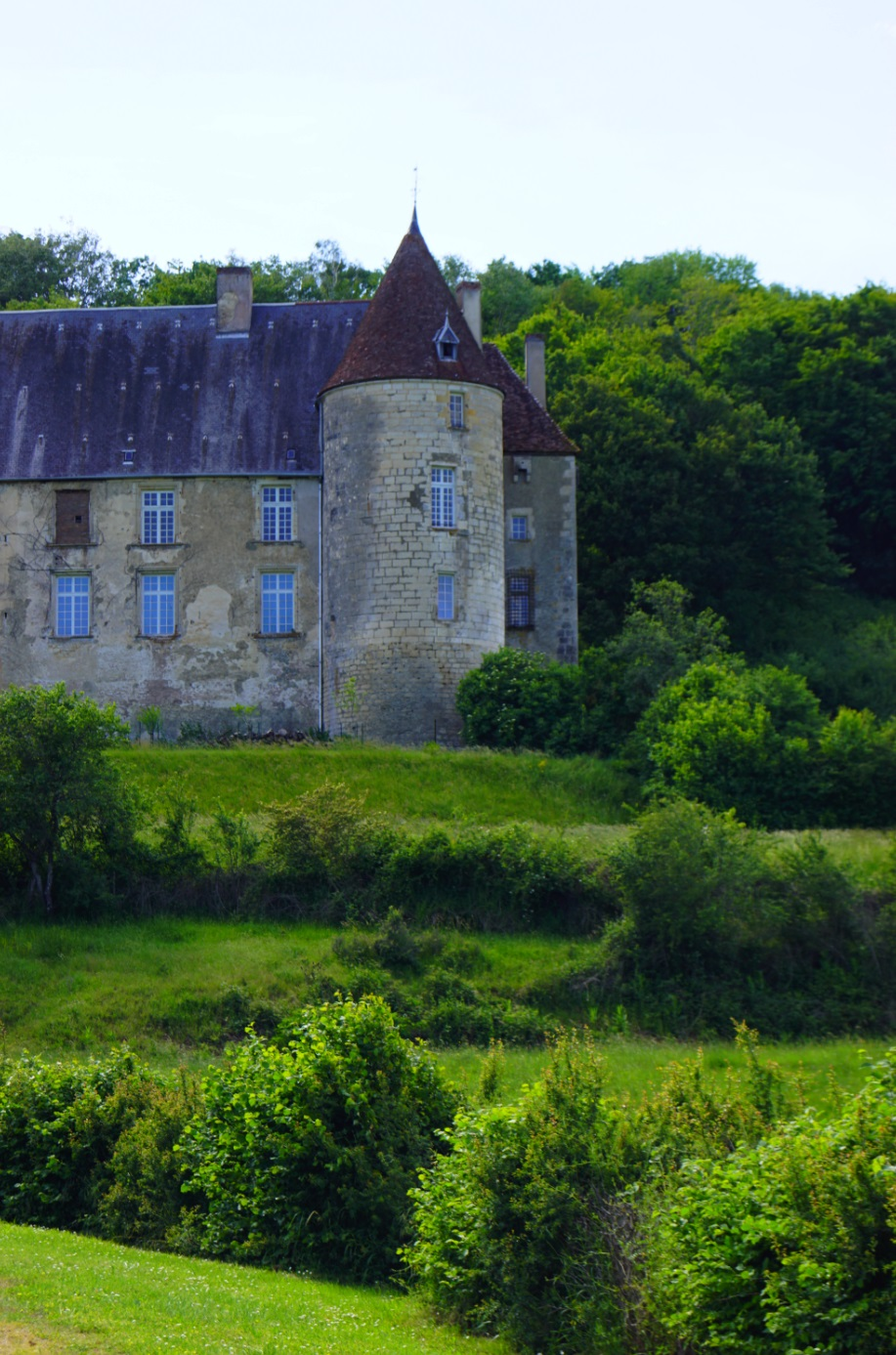
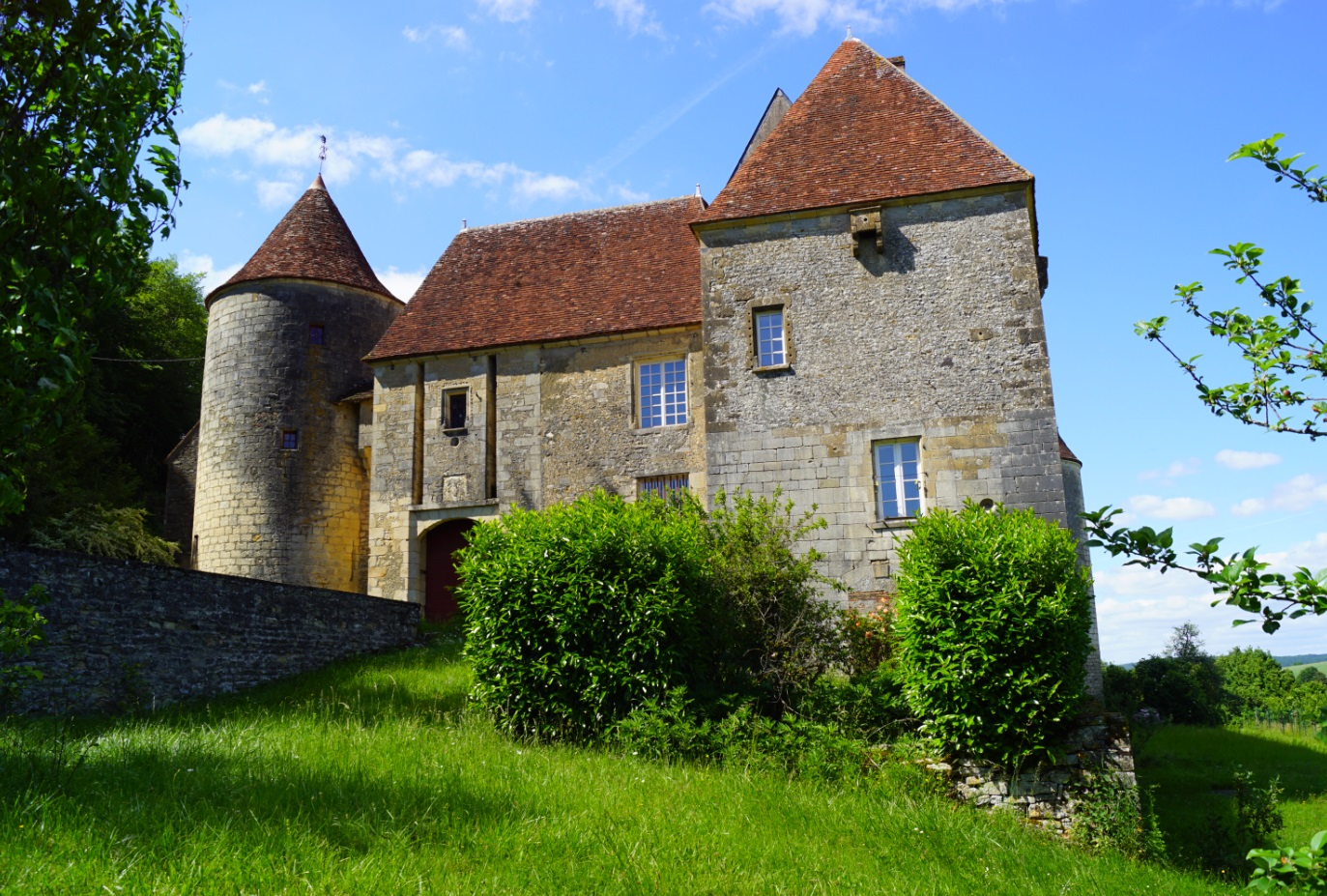

- Église Saint-Germain (XIIe siècle) ; on y trouve notamment plusieurs dalles funéraires, dont celle de Marguerite de Sancerre, dame de Giry, morte vers 1335[30]. Pour visiter s'adresser en mairie les lundi, jeudi de 14 h à 18 h et samedi de 9 h à 12 h[31].

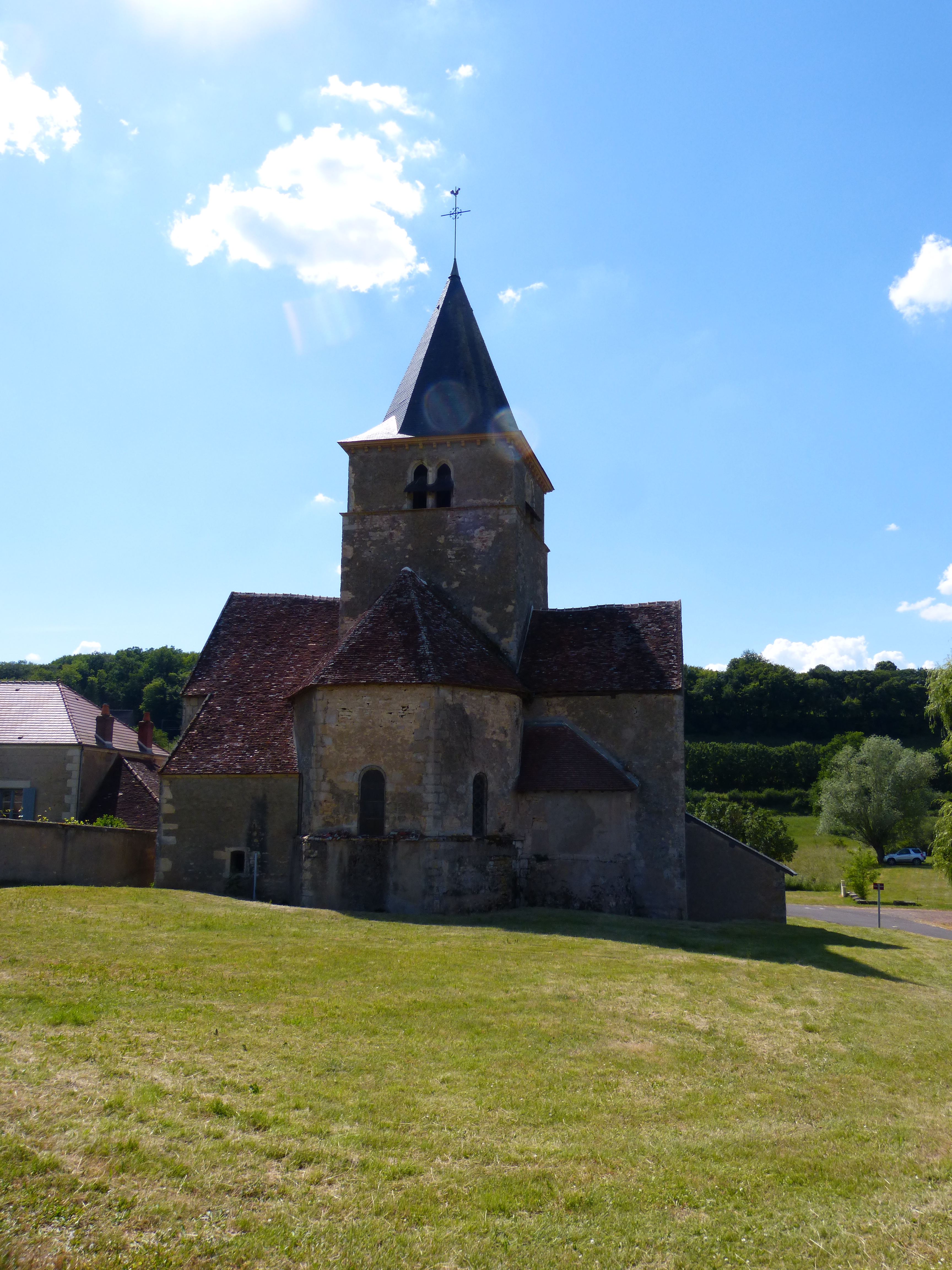
L'église Saint-Germain de Giry.
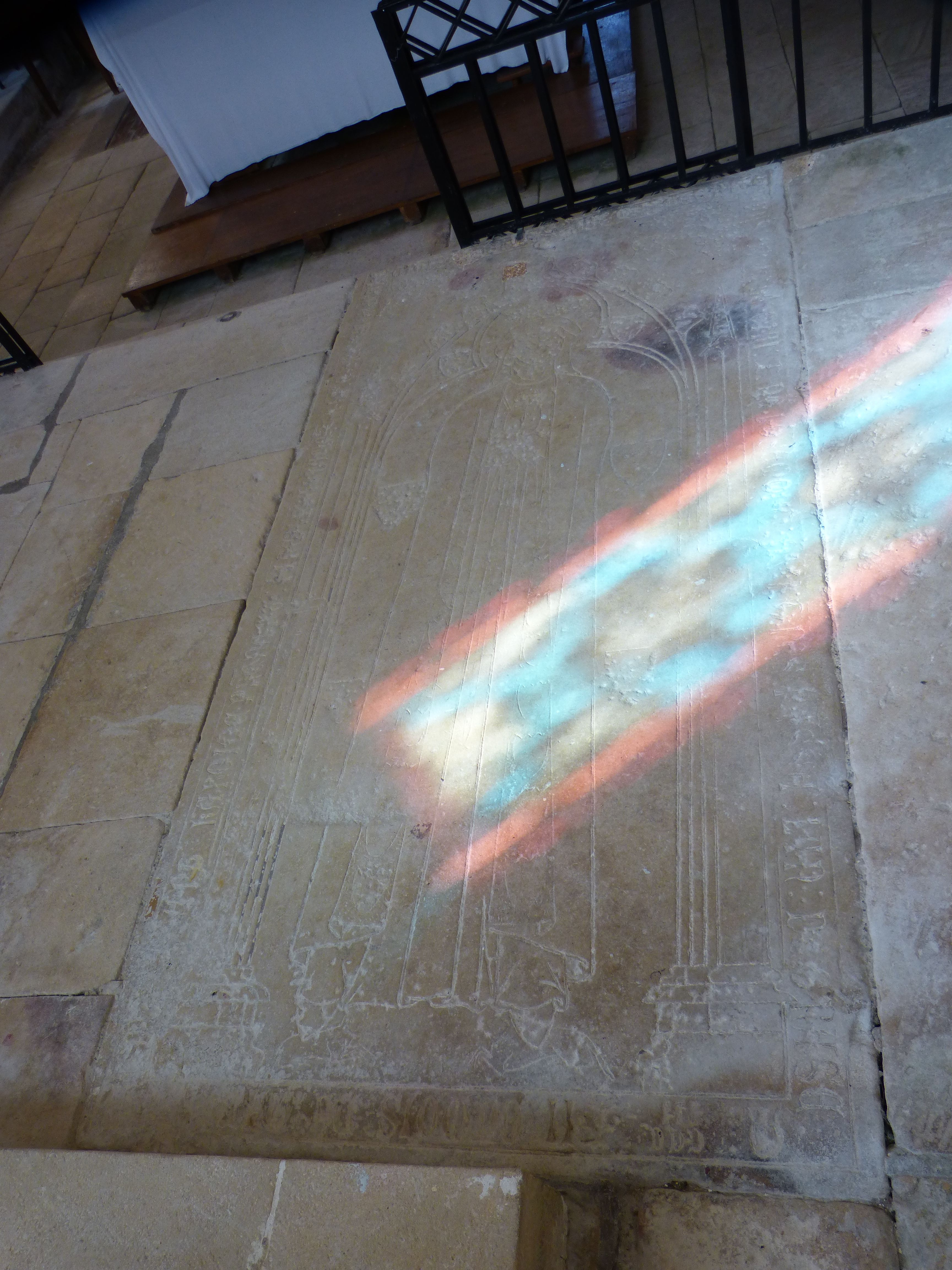
Dalle funéraire de Marguerite de Sancerre, morte vers 1335, située dans le chœur.
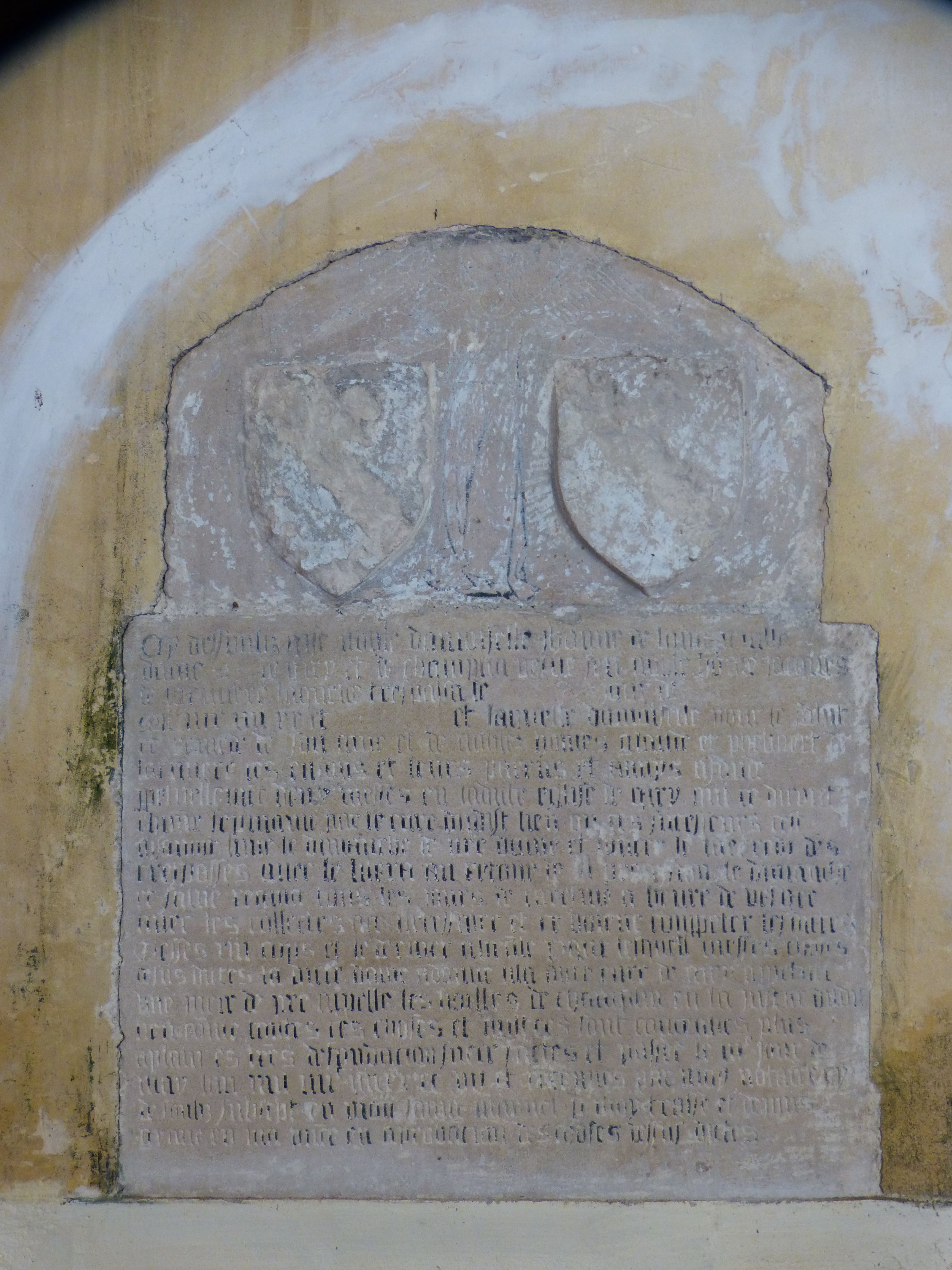
Épitaphe de Johanne de Longueville, morte vers 1480, située dans le bras sud du transept.

### Personnalités liées à la commune
- Pierre Mathé, député de la Côte-d'Or.

### Héraldique

Famille de La Rivière.